# NBA 2010./11.
NBA 2010./11. je 65. sezona američko-kanadske profesionalne košarkaške lige. 24. lipnja 2010. u Madison Square Gardenu, održan je NBA draft gdje je John Wall izabran kao prvi izbor od strane Washington Wizardsa. 20. veljače 2011. u Los Angelesu je održana 60. All-Star utakmica. Za novaka godine je izabran je Blake Griffin. Nagradu za najkorisnijeg igrača sezone osvojio je Derrick Rose, dok je nagradu za najkorisnijeg igrača finala uzeo Dirk Nowitzki.

## Statistike
| Kategorija                  | Igrač         | Klub                   | Statistika |
| --------------------------- | ------------- | ---------------------- | ---------- |
| Poena po utakmici           | Kevin Durant  | Oklahoma City Thunder  | 27.7       |
| Skokova po utakmici         | Kevin Love    | Minnesota Timberwolves | 15.2       |
| Asistencija po utakmici     | Steve Nash    | Phoenix Suns           | 11.4       |
| Ukradenih lopti po utakmici | Chris Paul    | New Orleans Hornets    | 2.4        |
| Blokada po utakmici         | Andrew Bogut  | Milwaukee Bucks        | 2.6        |
| Postotak postignutih poena  | Nenê          | Denver Nuggets         | .615       |
| Postotak postignutih trica  | Matt Bonner   | San Antonio Spurs      | .457       |
| Postotak slobodnih bacanja  | Stephen Curry | Golden State Warriors  | .934       |

## Nagrade

### Godišnje nagrade
- Najkorisniji igrač sezone : Derrick Rose (Chicago Bulls)
- Obrambeni igrač sezone : Dwight Howard (Orlando Magic)
- Novak sezone : Blake Griffin (Los Angeles Clippers)
- Šesti igrač sezone : Lamar Odom (Los Angeles Lakers)
- Igrač koji je najviše napredovao : Kevin Love (Minnesota Timberwolves)
- Trener sezone : Tom Thibodeau (Chicago Bulls)
- Izvršni direktor sezone : Pat Riley (Miami Heat)
- Športska osoba sezone : Stephen Curry (Golden State Warriors)

| - All-NBA prva petorka - Kevin Durant - LeBron James - Dwight Howard - Kobe Bryant - Derrick Rose - All-Defensive prva petorka - LeBron James - Kevin Garnett - Dwight Howard - Kobe Bryant - Rajon Rondo - All-Rookie prva petorka - Landry Fields - Blake Griffin - DeMarcus Cousins - Gary Neal - John Wall | - All-NBA druga petorka - Pau Gasol - Dirk Nowitzki - Amar'e Stoudemire - Dwyane Wade - Russell Westbrook - All-Defensive druga petorka - Andre Iguodala - Joakim Noah - Tyson Chandler - Tony Allen - Chris Paul - All-Rookie druga petorka - Paul George - Derrick Favors - Greg Monroe - Wesley Johnson - Eric Bledsoe | - All-NBA treća petorka - LaMarcus Aldridge - Zach Randolph - Al Horford - Emanuel Ginóbili - Chris Paul |

### Igrači tjedna
| Tjedan                        | Istočna konferencija                | Zapadna konferencija                       |
| ----------------------------- | ----------------------------------- | ------------------------------------------ |
| 26. listopada – 31. listopada | Rajon Rondo (Boston Celtics)        | Pau Gasol (Los Angeles Lakers)             |
| 1. studenog – 7. studenog     | Dwight Howard (Orlando Magic)       | Chris Paul (New Orleans Hornets)           |
| 8. studenog – 14. studenog    | Derrick Rose (Chicago Bulls)        | Deron Williams (Utah Jazz)                 |
| 15. studenog – 21. studenog   | Amar'e Stoudemire (New York Knicks) | Russell Westbrook (Oklahoma City Thunder)  |
| 22. studenog – 28. studenog   | Dwight Howard (Orlando Magic)       | Dirk Nowitzki (Dallas Mavericks)           |
| 29. studenog – 5. prosinca    | Amar'e Stoudemire (New York Knicks) | Russell Westbrook (Oklahoma City Thunder)  |
| 6. prosinca – 12. prosinca    | Dwyane Wade (Miami Heat)            | Dirk Nowitzki (Dallas Mavericks)           |
| 13. prosinca – 19. prosinca   | Paul Pierce (Boston Celtics)        | Tony Parker (San Antonio Spurs)            |
| 20. prosinca – 26. prosinca   | LeBron James (Miami Heat)           | Monta Ellis (Golden State Warriors)        |
| 27. prosinca – 2. siječnja    | Dwyane Wade (Miami Heat)            | Chauncey Billups (Denver Nuggets)          |
| 3. siječnja - 9. siječnja     | LeBron James (Miami Heat)           | Zach Randolph (Memphis Grizzlies)          |
| 10. siječnja – 16. siječnja   | Derrick Rose (Chicago Bulls)        | Russell Westbrook (Oklahoma City Thunder)  |
| 17. siječnja – 23. siječnja   | Dwight Howard (Orlando Magic)       | LaMarcus Aldridge (Portland Trail Blazers) |
| 24. siječnja – 30. siječnja   | LeBron James (Miami Heat)           | Zach Randolph (Memphis Grizzlies)          |
| 31. siječnja – 6. veljače     | LeBron James (Miami Heat)           | Kevin Durant (Oklahoma City Thunder)       |
| 7. veljače – 13. veljače      | Dwight Howard (Orlando Magic)       | LaMarcus Aldridge (Portland Trail Blazers) |
| 21. veljače – 27. veljače     | Dwight Howard (Orlando Magic)       | Kevin Martin (Houston Rockets)             |
| 28. veljače – 6. ožujka       | Paul Pierce (Boston Celtics)        | Russell Westbrook (Oklahoma City Thunder)  |
| 7. ožujka – 13. ožujka        | Dwyane Wade (Miami Heat)            | Tony Parker (San Antonio Spurs)            |
| 14. ožujka – 20. ožujka       | LeBron James (Miami Heat)           | Kyle Lowry (Houston Rockets)               |
| 21. ožujka – 27. ožujka       | Dwight Howard (Orlando Magic)       | Kobe Bryant (Los Angeles Lakers)           |
| 28. ožujka – 3. travnja       | Carmelo Anthony (New York Knicks)   | Zach Randolph (Memphis Grizzlies)          |
| 4. travnja – 10. travnja      | Carmelo Anthony (New York Knicks)   | Kevin Durant (Oklahoma City Thunder)       |

### Igrači mjeseca
| Mjesec   | Istočna konferencija          | Zapadna konferencija                       |
| -------- | ----------------------------- | ------------------------------------------ |
| Studeni  | Dwight Howard (Orlando Magic) | Deron Williams (Utah Jazz)                 |
| Prosinac | LeBron James (Miami Heat)     | Kevin Durant (Oklahoma City Thunder)       |
| Siječanj | LeBron James (Miami Heat)     | Zach Randolph (Memphis Grizzlies)          |
| Veljača  | Dwight Howard (Orlando Magic) | LaMarcus Aldridge (Portland Trail Blazers) |
| Ožujak   | Derrick Rose (Chicago Bulls)  | Kobe Bryant (Los Angeles Lakers)           |
| Travanj  | LeBron James (Miami Heat)     | Kevin Durant (Oklahoma City Thunder)       |

### Novaci mjeseca
| Mjesec   | Istočna konferencija            | Zapadna konferencija                 |
| -------- | ------------------------------- | ------------------------------------ |
| Studeni  | Landry Fields (New York Knicks) | Blake Griffin (Los Angeles Clippers) |
| Prosinac | Landry Fields (New York Knicks) | Blake Griffin (Los Angeles Clippers) |
| Siječanj | John Wall (Washington Wizards)  | Blake Griffin (Los Angeles Clippers) |
| Veljača  | John Wall (Washington Wizards)  | Blake Griffin (Los Angeles Clippers) |
| Ožujak   | John Wall (Washington Wizards)  | Blake Griffin (Los Angeles Clippers) |
| Travanj  | John Wall (Washington Wizards)  | Blake Griffin (Los Angeles Clippers) |

### Treneri mjeseca
| Mjesec   | Istočna konferencija              | Zapadna konferencija                   |
| -------- | --------------------------------- | -------------------------------------- |
| Studeni  | Doc Rivers (Boston Celtics)       | Gregg Popovich (San Antonio Spurs)     |
| Prosinac | Erik Spoelstra (Miami Heat)       | Gregg Popovich (San Antonio Spurs)     |
| Siječanj | Tom Thibodeau (Chicago Bulls)     | Monty Williams (New Orleans Hornets)   |
| Veljača  | Doug Collins (Philadelphia 76ers) | Rick Carlisle (Dallas Mavericks)       |
| Ožujak   | Tom Thibodeau (Chicago Bulls)     | Phil Jackson (Los Angeles Lakers)      |
| Travanj  | Tom Thibodeau (Chicago Bulls)     | Nate McMillan (Portland Trail Blazers) |

## Vanjske poveznice
- NBA.com
- Prvi hrvatski NBA portal  Arhivirana inačica izvorne stranice od 27. travnja 2010. (Wayback Machine)

| Košarkaška natjecanja u sezoni 2010./11. | Košarkaška natjecanja u sezoni 2010./11.                                |
| ---------------------------------------- | ----------------------------------------------------------------------- |
|                                          |                                                                         |
| Košarkaške lige                          | NLB liga 2010./11. \| A-1 HKL 2010./11. \| 1. A SKL 2010./11.           |
|                                          |                                                                         |
| Europska košarkaška natjecanja           | Euroliga 2010./11. \| EuroChallenge 2010./11. \| ULEB Eurokup 2010./11. |
|                                          |                                                                         |
| Američka košarkaška natjecanja           | NBA 2010./11.                                                           |
|                                          |                                                                         |
| Svjetska prvenstva                       | Svjetsko prvenstvo u košarci – Turska 2010.                             |

| Košarkaška natjecanja u sezoni 2010./11. | Košarkaška natjecanja u sezoni 2010./11.                                |
| ---------------------------------------- | ----------------------------------------------------------------------- |
|                                          |                                                                         |
| Košarkaške lige                          | NLB liga 2010./11. \| A-1 HKL 2010./11. \| 1. A SKL 2010./11.           |
|                                          |                                                                         |
| Europska košarkaška natjecanja           | Euroliga 2010./11. \| EuroChallenge 2010./11. \| ULEB Eurokup 2010./11. |
|                                          |                                                                         |
| Američka košarkaška natjecanja           | NBA 2010./11.                                                           |
|                                          |                                                                         |
| Svjetska prvenstva                       | Svjetsko prvenstvo u košarci – Turska 2010.                             |

| Atlantska   | Boston • New Jersey • New York • Philadelphia • Toronto |
| Centralna   | Chicago • Cleveland • Detroit • Indiana • Milwaukee     |
| Jugoistočna | Atlanta • Charlotte • Miami • Orlando • Washington      |

| Sjeverozapadna | Denver • Minnesota • Oklahoma City • Portland • Utah              |
| Pacifička      | Golden State • L.A. Clippers • L.A. Lakers • Phoenix • Sacramento |
| Jugozapadna    | Dallas • Houston • Memphis • New Orleans • San Antonio            |

| Atlantska   | Boston • New Jersey • New York • Philadelphia • Toronto |
| Centralna   | Chicago • Cleveland • Detroit • Indiana • Milwaukee     |
| Jugoistočna | Atlanta • Charlotte • Miami • Orlando • Washington      |

| Sjeverozapadna | Denver • Minnesota • Oklahoma City • Portland • Utah              |
| Pacifička      | Golden State • L.A. Clippers • L.A. Lakers • Phoenix • Sacramento |
| Jugozapadna    | Dallas • Houston • Memphis • New Orleans • San Antonio            |

| Atlantska   | Boston • New Jersey • New York • Philadelphia • Toronto |
| Centralna   | Chicago • Cleveland • Detroit • Indiana • Milwaukee     |
| Jugoistočna | Atlanta • Charlotte • Miami • Orlando • Washington      |

| Sjeverozapadna | Denver • Minnesota • Oklahoma City • Portland • Utah              |
| Pacifička      | Golden State • L.A. Clippers • L.A. Lakers • Phoenix • Sacramento |
| Jugozapadna    | Dallas • Houston • Memphis • New Orleans • San Antonio            |

| Atlantska   | Boston • New Jersey • New York • Philadelphia • Toronto |
| Centralna   | Chicago • Cleveland • Detroit • Indiana • Milwaukee     |
| Jugoistočna | Atlanta • Charlotte • Miami • Orlando • Washington      |

| Sjeverozapadna | Denver • Minnesota • Oklahoma City • Portland • Utah              |
| Pacifička      | Golden State • L.A. Clippers • L.A. Lakers • Phoenix • Sacramento |
| Jugozapadna    | Dallas • Houston • Memphis • New Orleans • San Antonio            |